# Owzan Bījeh
Owzan Bījeh (persiska: Ūzūn Bījeh, اوزن بیجه) är en ort i Iran.   Den ligger i provinsen Nordkhorasan, i den nordöstra delen av landet, 600 km öster om huvudstaden Teheran. Owzan Bījeh ligger 903 meter över havet och antalet invånare är 297.
Terrängen runt Owzan Bījeh är kuperad åt sydost, men åt nordväst är den platt. Owzan Bījeh ligger nere i en dal. Runt Owzan Bījeh är det ganska glesbefolkat, med 27 invånare per kvadratkilometer. Närmaste större samhälle är Bojnourd, 14,2 km sydväst om Owzan Bījeh. Omgivningarna runt Owzan Bījeh är i huvudsak ett öppet busklandskap.